# Distretto di Süleymanpaşa
Il distretto di Süleymanpaşa è un distretto della provincia di Tekirdağ, in Turchia. Fino al 2012 costituiva il distretto centrale della provincia di Tekirdağ, rinominato in Süleymanpaşa poiché, a seguito dell'istituzione del comune metropolitano di Tekirdağ, quest'ultimo nome è stato riservato alla città. Il cambiamento di denominazione è effettiva dal 2014.

## Geografia fisica
Il distretto si trova lungo la costa del mar di Marmara. Confina con i distretti di Şarköy, Malkara, Hayrabolu, Muratlı e Çorlu.

## Amministrazioni
Prima del 2012 al distretto appartengono 5 comuni e 55 villaggi.

### Comuni
- Tekirdağ (centro)
- Banarlı
- Barbaros
- Karacakılavuz
- Kumbağ

### Villaggi
| - Ahmedikli - Ahmetçe - Akçahalil - Araphacı - Aşağıkılıçlı - Avşar - Bıyıkali - Çanakçı - Dedecik - Demirli - Doğrukkaracamurat - Evciler - Ferhadanlı - Gazioğlu - Generli - Gündüzlü - Güvençli - Hacıköy - Hüsünlü | - İnecik - Işıklar - Karabezirgan - Karaçalı - Karaevli - Karahalil - Karahisarlı - Karansıllı - Kaşıkçı - Kayı - Kazandere - Kılavuzlu - Kınıklar - Köseilyas - Mahramlı - Naipköy - Nusratfakı - Nusratlı | - Oğuzlu - Ormanlı - Ortaca - Oruçbeyli - Osmanlı - Otmanlı - Selçuk - Semetli - Seymenli - Taşumurca - Tatarlı - Yağcı - Yayabaşı - Yazır - Yenice - Yeniköy - Yukarıkılıçlı - Yuva |